# Kutil Tim
Kutil Tim (v anglickém originálu Home Improvement) je americký televizní seriál, rodinná situační komedie z let 1991 až 1999. Titulní roli Kutila Tima hraje Tim Allen, seriál byl vysílán od roku 1991 do roku 1999. Autory seriálu jsou Matt Williams, Carmen Finestra a David MacFadzean. Seriál vysílala americká televizní stanice ABC, v českém znění pak TV Nova.

## Obsazení
| Tim Allen              | Tim „Kutil“ Taylor                    |
| Patricia Richardsonová | Jillian „Jill“ Pattersonová Taylorová |
| Zachery Ty Bryan       | Bradley Michael „Brad“ Taylor         |
| Jonathan Taylor Thomas | Randall William „Randy“ Taylor        |
| Taran Noah Smith       | Marcus Jason „Mark“ Taylor            |
| Richard Karn           | Al Borland                            |
| Earl Hindman           | Wilson W. Wilson junior, soused       |
| Pamela Anderson        | Lisa                                  |
| Debbe Dunningová       | Heidi Keppertová                      |
| Alex Rocco             | Irv Schmayman                         |

## Dabing
| Taylorova rodina            | Taylorova rodina       | Taylorova rodina                                                                         |
| Postava                     | Herec                  | Český dabér                                                                              |
| --------------------------- | ---------------------- | ---------------------------------------------------------------------------------------- |
| Tim Taylor (203 dílů)       | Tim Allen              | Václav Postránecký (1.–4. řada), Zdeněk Mahdal (od 5. řady)                              |
| Jillian „Jill“ Taylorová    | Patricia Richardsonová | Valérie Zawadská                                                                         |
| Bradley „Brad“ Taylor       | Zachery Ty Brian       | Jan Kalous (1.–4. řada), Radek Škvor (od 5. řady)                                        |
| Randy Taylor                | Jonathan Taylor Thomas | Vít Ondračka (1.–4. řada), Tomáš Materna (od 5. řady)                                    |
| Mark Taylor                 | Taran Noah Smith       | Bohumil Švarc mladší (1.–4. řada), David Štěpán (5.–6. řada), Petr Neskusil (7.–8. řada) |
| Ostatní (cameo)             |                        |                                                                                          |
| Postava                     | Herec                  | Český dabér                                                                              |
| Heidi Keppertová (152 dílů) | Debbe Dunningová       | Martina Menšíková, Miroslava Součková                                                    |
| Wilson, soused              | Earl Hindman           | Miroslav Saic                                                                            |
| Al Borland                  | Richard Karn           | Tomáš Juřička (1.–4. řada), Jiří Hromada (od 5. řady)                                    |
| Lisa                        | Pamela Anderson        | Eva Spoustová                                                                            |